# Elvis Forde
Pour les articles homonymes, voir Forde (homonymie).
Elvis A. Forde (né le 18 novembre 1959 à Saint Andrew) est un athlète barbadien, spécialiste du 400 mètres. Avec le relais 4 × 400 mètres barbadien, il a terminé 6e des Jeux olympiques d'été de 1984.

## Biographie
Elvis Forde a effectué ses études aux États-Unis, à l'Université d'État de Murray, puis dans l'Illinois. Avec les Salukis de Southern Illinois il a obtenu plusieurs titres universitaires, ainsi que le record du 4 × 400 mètres en 3 min 0 s 78, établi en 1984 lors des Drake Relays, avec Michael Franks en dernier relayeur.
Pour la Barbade, il a remporté deux médailles de bronze lors des Championnats d'Amérique centrale et des Caraïbes d'athlétisme 1985 et des Jeux d'Amérique centrale et des Caraïbes de 1986, et la médaille d'or en 1987, à l'occasion des Championnats d'Amérique centrale et des Caraïbes.
Aux Jeux olympiques, Elvis Forde a atteint les demi-finales du 400 mètres à Los Angeles, terminant 6e dans le temps de 45 s 32, un record de Barbade. Avec ses compatriotes Richard Louis, David Peltier et Clyde Edwards, et lui-même comme dernier relayeur, il a été finaliste du 4 × 400 mètres, avec une 6e place en 3 min 1 s 60. Ces deux records nationaux sont toujours d'actualité en 2013. Il a été le porte-drapeau de la délégation barbadienne lors de la cérémonie d'ouverture des Jeux olympiques de 1988 ; il a ensuite été éliminé en quart de finale, au même stade qu'aux Championnats du monde de 1987.
Après avoir mis fin à sa carrière, il a passé 13 ans comme entraîneur à l'Université d'État Austin Peay, puis est devenu en 2002 entraîneur en chef à l'Université d'État de l'Illinois.

### Palmarès
| Date | Compétition                                      | Lieu                       | Résultat | Épreuve   | Performance   |
| ---- | ------------------------------------------------ | -------------------------- | -------- | --------- | ------------- |
| 1984 | Jeux olympiques                                  | Los Angeles                | 6e       | 4 × 400 m | 3 min 01 s 60 |
| 1985 | Championnats d'Amérique centrale et des Caraïbes | Nassau                     | 3e       | 400 m     | 45 s 74       |
| 1986 | Jeux d'Amérique centrale et des Caraïbes         | Santiago de los Caballeros | 3e       | 400 m     | 45 s 65       |
| 1987 | Championnats d'Amérique centrale et des Caraïbes | Caracas                    | 1er      | 400 m     | 45 s 63       |
| 1987 | Jeux panaméricains                               | Indianapolis               | 6e       | 400 m     | 45 s 56       |

### Records
| Épreuve    | Performance  | Lieu        | Date        |
| ---------- | ------------ | ----------- | ----------- |
| 400 mètres | 45 s 32 (RN) | Los Angeles | 6 août 1984 |